# Société d’Application Électro-Mécanique
Die Société d’Application Électro-Mécanique war ein französischer Hersteller von Automobilen.

## Unternehmensgeschichte
Das Unternehmen aus Asnières-sur-Seine begann 1921 mit der Produktion von Automobilen. 1926 erfolgte der Umzug nach Neuilly-sur-Seine. 1927 endete die Produktion. Neben dem Markennamen A.E.M. wird auch der Name Électrocyclette genannt; dabei bleibt es unklar, ob es Marken- oder nur Modellname war.

## Fahrzeuge
Das Unternehmen stellte Elektroautos her, besonders für Fahrten in der Stadt geeignet. Die Reichweite betrug 100 km. Die Fahrzeuge wurden als Einsitzer, Zweisitzer und Lieferwagen angeboten. Einige Fahrzeuge hatten Frontantrieb. Eine Quelle gibt an, dass auch Modelle mit Benzinmotoren angeboten wurden.